# Puttur (Karnataka)
Puttur è una città dell'India di 48.063 abitanti, situata nel distretto del Kannada Meridionale, nello stato federato del Karnataka. In base al numero di abitanti la città rientra nella classe III (da 20.000 a 49.999 persone).

## Geografia fisica
La città è situata a 12° 46' 0 N e 75° 13' 0 E e ha un'altitudine di 86 m s.l.m..

## Società

### Evoluzione demografica
Al censimento del 2001 la popolazione di Puttur assommava a 48.063 persone, delle quali 24.240 maschi e 23.823 femmine. I bambini di età inferiore o uguale ai sei anni assommavano a 5.123, dei quali 2.562 maschi e 2.561 femmine. Infine, coloro che erano in grado di saper almeno leggere e scrivere erano 38.126, dei quali 20.197 maschi e 17.929 femmine.